# Conclave de 1878
Le conclave de 1878 fut convoqué à la suite de la mort du pape Pie IX au Palais apostolique du Vatican le 7 février 1878 afin de lui désigner un successeur. Ce conclave rapide en trois tours de votes se déroula dans des circonstances particulières, différentes de celles connues jusqu'alors, et aboutit à l'élection du pape Léon XIII.

## Des circonstances nouvelles

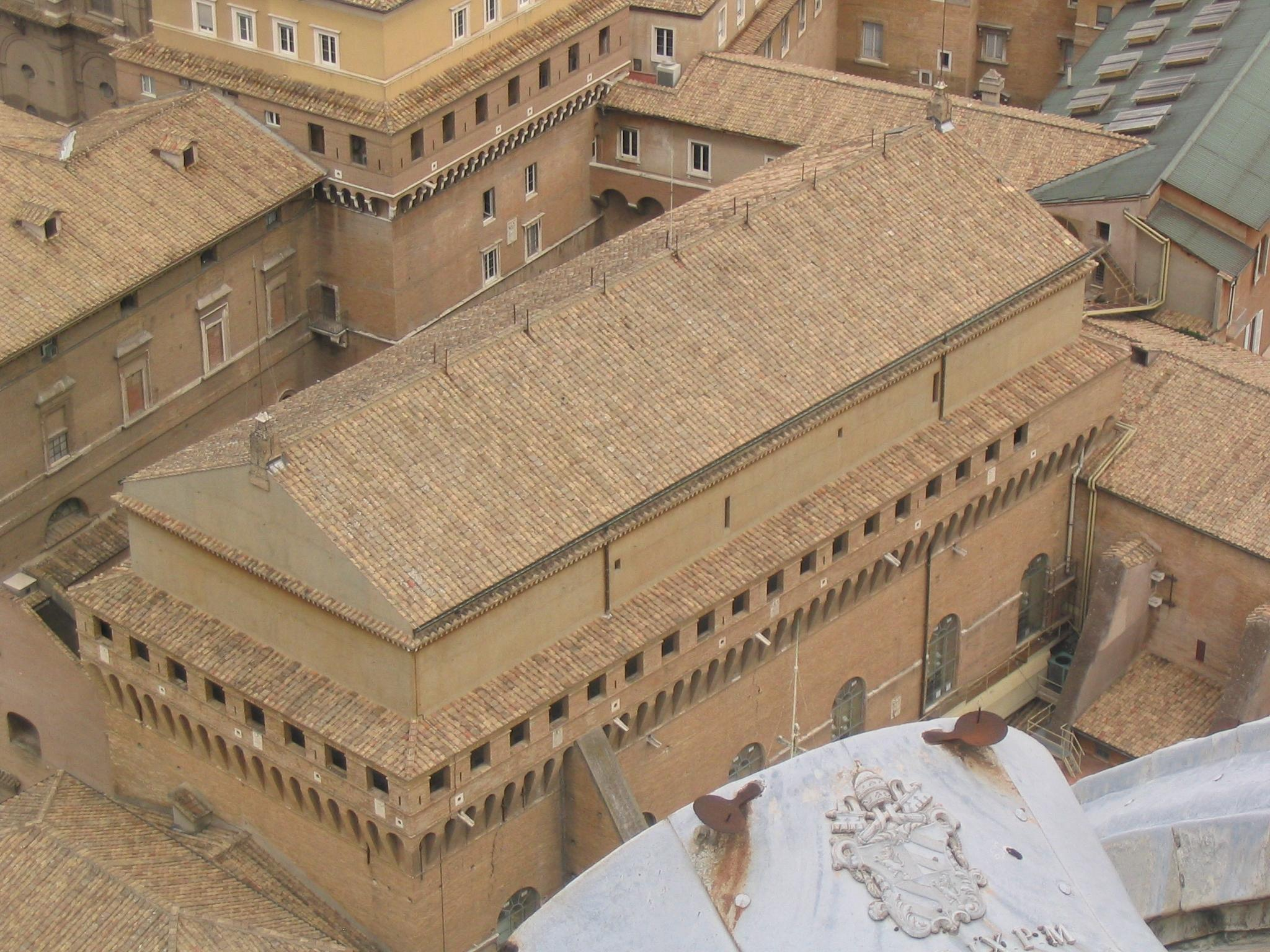
La Chapelle Sixtine, nouveau siège des conclaves, le Palais du Quirinal n'étant plus disponible.

Trois circonstances principales rendirent ce conclave différent des précédents.
- Il était convoqué après un pontificat de presque 32 ans, le plus long depuis celui de saint Pierre, ce qui implique qu'à cette élection, il n'y avait plus que 4 cardinaux vivants de l'antépénultième pontificat (celui de Grégoire XVI) et que tous les autres avaient été créés par Pie IX, reflétant ainsi une composition du Sacré Collège en adéquation avec la vision du monde et de l’Église de ce dernier.
- Il s'agissait du premier conclave qui allait désigner un pape qui ne règnerait plus sur les États pontificaux, ces derniers ayant disparu avec l'unification du royaume d'Italie en 1870 et l'apparition de la question romaine.
- Et en conséquence, un changement de lieu : la plupart des derniers conclaves se tenaient au Palais du Quirinal à Rome, or l'ancienne résidence des papes était devenue la propriété d'Humbert Ier, roi d'Italie. À la suite des protestations de Pie IX[1], et pour éviter toute influence du gouvernement italien, certains cardinaux proposèrent Malte, Munich ou une ville espagnole, mais devant les assurances discrètement obtenues par le cardinal di Pietro, doyen du Sacré collège, le conclave se tint finalement dans la chapelle Sixtine au sein de l'enceinte du Vatican[2].

## Les questions auxquelles étaient confrontés les cardinaux
Lorsque les cardinaux se rassemblèrent à la fin février 1878, ils étaient face à un dilemme. Devaient-ils choisir un pape qui s'inscrive dans la continuité des idées politiques et religieuses conservatrices de Pie IX, et qui continuerait à refuser la Loi des Garanties italienne (qui garantissait au pape la liberté religieuse dans le royaume d'Italie) ? Le pape avait laissé entendre que le rédacteur du Syllabus, Luiggi Bilio était ainsi celui qui avait sa préférence. Ou devaient-ils au contraire choisir un pape plus libéral qui œuvrerait à la réconciliation avec le Roi d'Italie ? Est-ce que le choix d'une telle ouverture serait perçu comme une trahison envers le défunt pape, qui s'était proclamé « prisonnier au Vatican » ?
D'autres questions venaient se superposer au débat : 
- les relations entre l’Église et l’État en Italie, avec la Troisième République française, en Irlande et aux États-Unis ;
- l'hérésie que le pape Léon XIII appellera plus tard l'Américanisme ;
- les divisions au sein même de l’Église après la proclamation de l'infaillibilité pontificale par le Premier concile de Vatican ;
- le statut du Premier concile de Vatican, interrompu après la libération de Rome par les Italiens, mais n'ayant pas été achevé.

Bien que la question n'ait pas été formellement posée, il existait un autre sujet découlant de la durée du règne de Pie IX. Les cardinaux devaient-il élire un cardinal jeune qui règne plusieurs décennies ou devaient-il opter pour un cardinal plus âgé qui jouerait le rôle de pape de transition ?

## Déroulement du conclave

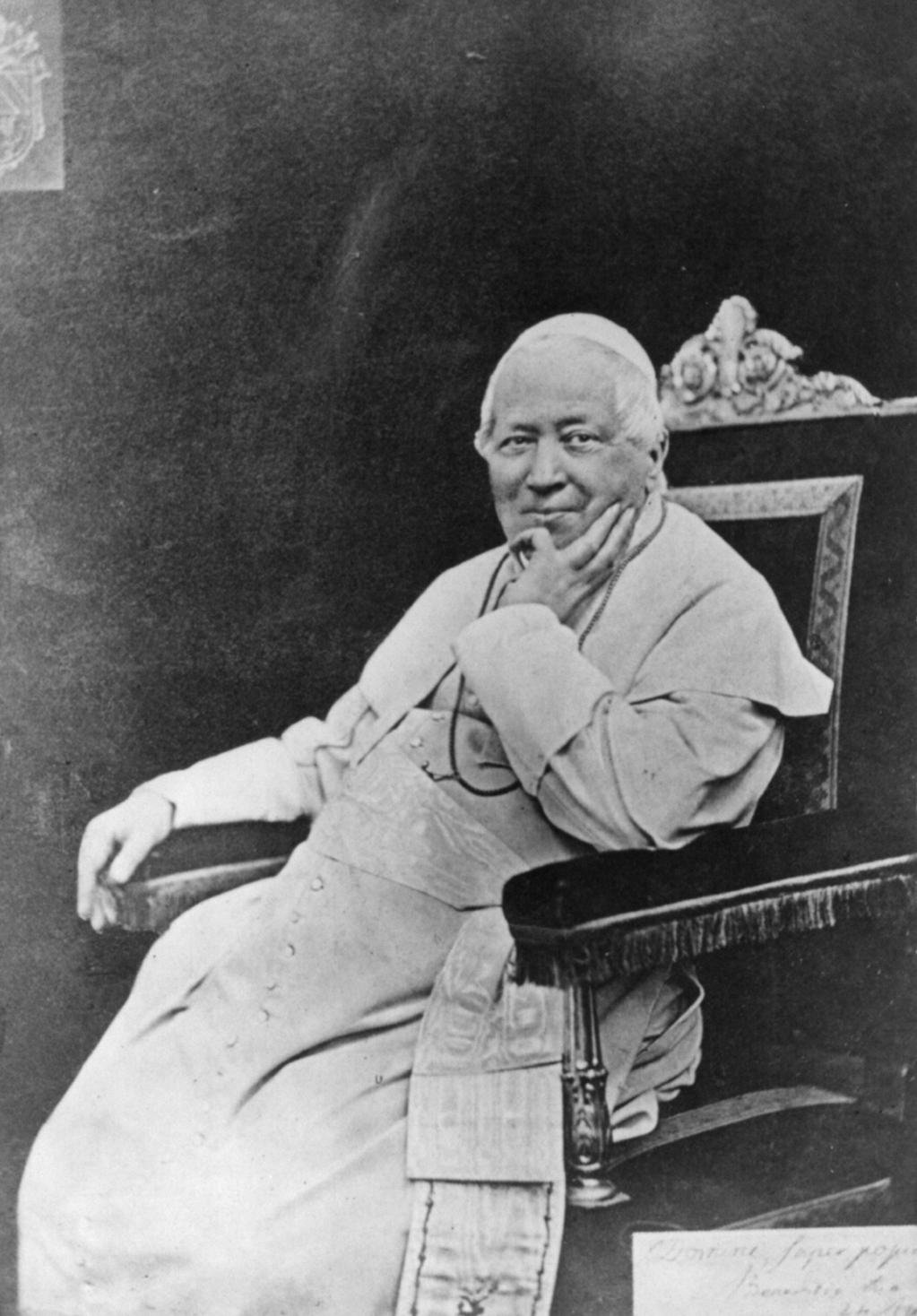
Le pape Pie IX (1846-1878) dont le décès entraîna le conclave de 1878.

La première congrégation générale des cardinaux se tint dès le lendemain de la mort de Pie IX.
L'entrée en conclave se fit le 18 février 1878.
De manière exceptionnelle pour un conclave, les résultats des différents tours de scrutin furent rendus publics.

### Premier tour (matin du 19 février)
Le premier tour, invalidé parce qu'un cardinal n'a pas marqué son bulletin permet tout de même, le matin du 19 février, de distinguer trois cardinaux :
- Gioachino Pecci : 19 votes ;
- Luigi Bilio : 6 votes ;
- Alessandro Franchi : 4 votes.

### Deuxième tour (après-midi du 19 février)
- Pecci 26
- Bilio 7
- Franchi 2

### Troisième tour (matin du 20 février)
- Pecci 44 - élu

Il prend le nom de Léon XIII « en reconnaissance pour Léon XII qui lui avait permis d'entrer au collège romain de l'Académie des Nobles en 1824. », et pour le pape Léon Ier, dit le Grand.
C'est au cardinal Caterini, dans son rôle de proto-diacre du Sacré collège, qu'il revint d'annoncer officiellement l'élection du nouveau pape.

## Résultat, implications et événements ultérieurs
L'élection du cardinal Pecci, qui prit le nom de règne pontifical de Léon XIII, était une victoire du camp des libéraux. Le diocèse de Pecci faisait partie du royaume d'Italie (et non plus des États pontificaux), et la transition s'y était effectuée sans incidents majeurs. Le cardinal Pecci était un diplomate pragmatique avec le tact et la flexibilité qui faisaient défaut au pape Pie IX. Âgé de 68 ans, Léon XIII disposait encore de la « jeunesse » et de la force physique nécessaires à sa mission, mais il était assez âgé pour que la durée prévisible de son règne n'excède pas dix à quinze ans. Alors que le comportement de Pie IX avait isolé l’Église dans l'opinion publique internationale (la manière dont il avait envisagé le sort des minorités a été condamnée par de nombreux dirigeants, tels que William Ewart Gladstone), Léon XIII était perçu comme un « internationaliste » qui pourrait regagner le respect et la considération de l'opinion publique internationale.
Le pape Léon XIII semblait donc s'inscrire en opposition totale avec son prédécesseur. Cependant, ils avaient quelques points communs. Bien que souffrant tous deux de problèmes de santé, ils eurent parmi les plus longs pontificats. Celui de Léon XIII, qui devait durer 25 ans, est le quatrième plus long pontificat (depuis la mort de Jean-Paul II). Loin d'être un pape de transition, Léon XIII surprit beaucoup d'observateurs en vivant jusqu'à 93 ans. Il fut le premier pape à être filmé et dont la voix fut enregistrée. Il meurt le 20 juillet 1903, ce qui fait de lui le pape le plus âgé au moment de sa mort.

## Composition du collège cardinalice
- Arrivés trop tard : 2 cardinaux
  - Paul Cullen, archevêque de Dublin (Primat d’Irlande)
  - John McCloskey, archevêque de New York (États-Unis), premier cardinal créé aux États-Unis
- Absent pour raisons de santé : 
  - Godefroy Brossais-Saint-Marc, archevêque de Rennes (France)
- Cardinaux présents, créés par Grégoire XVI :
  - Luigi Amat di San Filippo e Sorso doyen du Sacré-Collège
  - Friedrich Johannes Jacob Celestin von Schwarzenberg, prince-archevêque de Prague (en Bohême, alors possession de l'empire d'Autriche-Hongrie)
  - Fabio Maria Asquini
  - Domenico Carafa della Spina di Traetto
- Cardinaux présents, créés par Pie IX :
  - Ferdinand François Auguste Donnet
  - Prospero Caterini
  - Camillo di Pietro, doyen du collège des cardinaux
  - Gioacchino Vincenzo Raffaele Luigi Pecci, Camerlingue de la Sainte Église catholique romaine (Chambellan), archevêque de Pérouse (Italie), qui fut donc élu
  - Antonio Benedetto Antonucci
  - Teodolfo Mertel
  - Antonio Maria Panebianco
  - Carlo Sacconi
  - Antonio Saverio De Luca
  - Filippo Maria Guidi
  - Jean-Baptiste François Pitra
  - Henri Marie Gaston Boisnormand de Bonnechose
  - Luigi Maria Bilio,
  - Domenico Consolini
  - Gustave-Adolphe de Hohenlohe-Schillingsfürst
  - Giuseppe Berardi
  - Lucien-Louis-Joseph-Napoleon Bonaparte, prince de la famille Bonaparte
  - Edoardo Borromeo
  - Innocenzo Ferrieri
  - Raffaele Monaco La Valletta
  - Juan de la Cruz Ignacio Moreno y Maisanove
  - Flavio Chigi
  - Alessandro Franchi
  - Joseph Hippolyte Guibert, archevêque de Paris (France)
  - Tommaso Maria Martinelli
  - Inácio do Nascimento Morais Cardoso
  - Luigi Oreglia di Santo Stefano
  - René-François Régnier, archevêque de Cambrai (France)
  - János Simor
  - Ruggero Luigi Emidio Antici Mattei
  - Domenico Bartolini
  - Victor-Auguste Dechamps, archevêque de Malines (Belgique)
  - Pietro Gianelli
  - Mieczysław Halka Ledóchowski, archevêques de Gniezno et de Poznan, (Pologne, faisant alors partie de l'Empire russe
  - Henry Edward Manning, archevêque de Westminster (à la tête de l’Église catholique d'Angleterre et du Pays de Galles)
  - Lorenzo Ilarione Randi
  - Giovanni Simeoni, alors cardinal secrétaire d'État au moment du conclave
  - Bartolomeo d'Avanzo
  - Johannes Baptiste Franzelin
  - Francesco Saverio Apuzzo
  - Francisco de Paula Benavides y Navarrete
  - Luigi di Canossa
  - Louis-Marie-Joseph-Eusèbe Caverot
  - Frédéric de Falloux du Coudray
  - Manuel Garcia Gil
  - Edward Henry Howard
  - Lorenzo Nina
  - Miguel Payá y Rico
  - Enea Sbarretti
  - Luigi Serafini
  - Johann Baptist Rudolph Kutschker, archevêque de Vienne, Autriche-Hongrie
  - Josip Mihalovic
  - Lucido Maria Parocchi
  - Vincenzo Moretti
  - Antonio Pellegrini

| Durée                      | 2 jours               |
| Nombre de tours de scrutin | 3                     |
| Électeurs                  | 64                    |
| -------------------------- | --------------------- |
| Absents                    | 3                     |
| Présents                   | 61                    |
| Afrique                    | 0                     |
| Amérique latine            | 0                     |
| Amérique du Nord           | 0                     |
| Asie                       | 0                     |
| Europe                     | 61                    |
| Océanie                    | 0                     |
| Moyen-Orient               | 0                     |
| Italiens                   | 40                    |
| Exclusive                  | non                   |
| PAPE DÉCÉDÉ                | PIE IX (1846-1878)    |
| PAPE ÉLU                   | LÉON XIII (1878-1903) |

## Sources notes et références
1. 1 2  Georges Goyau et Paul Lesourd, Comment on élit un pape, Paris, Flammarion, 1935
2. ↑  Yves Chiron, Histoire des conclaves, Paris, Perrin (collection Pour l'histoire), 2013 (ISBN 9782262023089), p. 145-149
3. ↑  Yves Chiron, Histoire des conclaves, Perrin, 2013 (ISBN 978-2262023089), p. 145-148